# Karussellgespräch
Das Karussellgespräch (Heinz Klippert), oft auch Lernkarussell, Rundgespräch, Kugellager, Speed Dating oder Kugellagergespräch (Rene Kräenbring) genannt, ist ein zeitlich begrenzter mündlicher Informationsaustausch über ein vorgegebenes Thema. Die Teilnehmer sitzen oder stehen sich dabei paarweise gegenüber. Das Verfahren ist Teil des Kommunikationstrainings von Heinz Klippert aus dem Jahre 1995 (s. Literatur) und wird vor allem an Schulen, aber auch in der freien Seminararbeit eingesetzt.

## Intention
Ziel der Methode ist die Übung in freier Rede gegenüber Zufallspartnern. Das Verfahren kann als „Warmup“ angewendet werden, um ein neues Thema unter Beteiligung aller Teilnehmer/Schüler anzudiskutieren. Der häufige Partnerwechsel bringt verschiedene Partner ins Gespräch. Durch die aktive Teilnahme sollen das Selbstvertrauen gesteigert und die Hemmschwelle zu aktiver Teilnahme an Diskussionen überwunden werden. Als Gegenstand der Berichte eignen sich nur eng gefasste Informationen und Themen.
Die Variante „Kugellager-Gespräch“ wird für die vertiefende Auseinandersetzung mit einem Themenkomplex eingesetzt. Die Wirkung wird durch kommunikatives Verifizieren und Ergänzen der bearbeiteten Inhalte durch die jeweiligen Gesprächspartner erreicht (lernen durch lehren).

## Durchführung
1. Der Ablauf wird vom Moderator erklärt.
2. Das Plenum wird halbiert.
3. Die erste Gruppe bildet einen Innenkreis, die zweite einen Außenkreis. Die Teilnehmer sitzen oder stehen sich gegenüber und sind einander zugewandt.
4. Die Teilnehmer bekommen eine Fragestellung, die sie mit dem Gegenüber austauschen. Zuerst berichtet die Person im Innenkreis und der Außenkreis hört zu.
5. Nach einem Signal vom Moderator berichtet der Außenkreis und das Gegenüber hört zu.

## Methodische Anregungen
Diese erste Runde kann relativ kurz gehalten werden. Je nach Thema als Anhaltswert zweimal zwei Minuten.
Die zweite Runde wird mit dem Hinweis eröffnet: „Der Außenkreis (Innenkreis) geht um zwei (3 oder mehr) Positionen im Uhrzeigersinn weiter“.
Mit dem neuen Gegenüber wiederholt sich der Ablauf. In der zweiten oder dritten Runde können auch Rückfragen zugelassen, Aussagen ergänzt, erwidert oder verstärkt und damit eine Partnerdiskussion ausgelöst werden.
Beim Wechsel können sich auch beide Kreise bewegen, dann aber in entgegengesetzter Richtung. Damit haben alle Teilnehmer eine kleine Aktivierung und bekommen einen „neuen Blickwinkel“.
Variante 1: Innenkreis und Außenkreis haben verschiedene Themen bzw. Fragestellungen die sie sich gegenseitig erklären bzw. beantworten.
Variante 2: In der zweiten Runde kann eine aufbauende, tiefer gehende Fragestellung gewählt werden.

## Hinweise
Erfahrungsgemäß können vier bis fünf Gesprächsphasen mit unterschiedlicher Fragestellung durchgeführt werden, ohne dass eine Konzentrationslücke entsteht.
Wenn ein gemeinsames Plenum gleichzeitig ins Diskutieren kommt, ist ein gewisser Geräuschpegel nicht auszuschließen. Dennoch ist diese Methode völlig unproblematisch. In der Regel stellen sich die Teilnehmer schnell auf die Bedingungen ein und rücken etwas näher zusammen.
Bei schwierigen Themen beginnen sie mit dem Kreis, in dem sich die „stärkeren“ Teilnehmer befinden. Dadurch bekommen die vermeintlich „schwächeren“ Teilnehmer nochmals eine Erklärung.
Auch wenn einmal ein Gesprächspaar sich nicht über die Aufgabenstellung unterhalten sollte: So viele Teilnehmer, die sich dennoch gleichzeitig über ein vorgegebenes Thema fachlich austauschen, findet man bei anderen Methoden selten.